# Abdullah Halman
Abdullah Halman (* 15. August 1987 in Şanlıurfa) ist ein ehemaliger türkischer Fußballspieler.

## Karriere
Halman begann mit dem Vereinsfußball in der Jugend von Gaziantepspor und erhielt 2005 einen Profivertrag. Nachdem er die Hinrunde der Saison 2005/06 überwiegend bei der Reservemannschaft verbracht hatte, wurde er zwecks Spielpraxis für die Rückrunde an den Viertligisten Gaskispor verliehen. Bei diesem Verein gab er am 5. Februar 2006 sein Profidebüt gegen Karamanspor. Die nächste Saison verbrachte er ebenfalls als Leihspieler beim Viertligisten Mezitlispor. Bei diesem Verein gelangen ihm in 25 Ligabegegnungen zehn Treffer.
Zur Saison 2007/08 wechselte er zum damaligen Drittligisten Mersin İdman Yurdu. Hier fand er auf Anhieb einen Platz in der Stammformation und erzielte in 28 Ligabegegnungen zehn Treffer. Auf ihn wurde der Erstligist Eskişehirspor aufmerksam und verpflichtete ihn. Hier saß er überwiegend auf der Ersatzbank und machte bis zur Winterpause lediglich drei Spiele. So wurde er für die Rückrunde an seinen alten Verein Mersin İdman Yurdu ausgeliehen. Mit diesem Verein erreichte man zum Saisonende die Vizemeisterschaft der TFF 2. Lig und damit den direkten Aufstieg in die TFF 1. Lig.
Halman kehrte zur neuen Saison zu Eskişehirspor zurück und absolvierte hier die Saisonvorbereitungscamp. Im Anschluss an dieses Camp wurde er für eine Spielzeit an den Verein seiner Heimat, an Şanlıurfaspor ausgeliehen. Beim Drittligisten steigerte Halman seine bisherige Bestmarke und erzielte in 27 Ligabegegnungen zwölf Treffer.
Zur Saison 2010/11 wechselte er zum Zweitligisten Gaziantep Büyükşehir Belediyespor. In seiner neuen Wirkungsstätte etablierte er sich auf Anhieb als Leistungsträger. In der Saison 2010/11 verpasste der Verein mit einem Punkt Differenz die Meisterschaft der TFF 1. Lig und musste so in die Relegation. Hier verpasste man erst im Finale durch eine 0:1-Niederlage gegen Orduspor den Aufstieg in die Süper Lig.
Im Sommer 2012 verließ er Gaziantep BB und wechselte zu seinem alten Verein dem heutigen Erstligisten Mersin İdman Yurdu. Ohne ein Ligaspiel für Mersin İY absolviert zu haben, verließ er bereits nach einer halben Saison Mersin und wechselte zum Zweitligisten 1461 Trabzon.
Zum Sommer 2013 kehrte er zu seinem alten Verein Gaziantep Büyükşehir Belediyespor zurück und unterschrieb hier einen Fünfjahresvertrag. Im Sommer 2015 wurde sein noch bis 2017 gültiger Vertrag nach gegenseitigem Einvernehme vorzeitig aufgelöst.
Zur Saison 2015/16 wechselte er zum Drittligisten Kocaeli Birlikspor. Hier spielte er über die gesamte Saison mit seinem Verein um die Meisterschaft. Am Ende der regulären Saison wurde er mit diesem Vizemeister und qualifizierte sich damit für die Play-off-Phase der Liga, in der der letzte Aufsteiger per K.-o.-System bestimmt wird. Halman trug zu diesem Erfolg mit 18 Ligatoren bei und wurde damit Torschützenkönig der TFF 2. Lig. Nach diesem persönlichen Erfolg wechselte er zur neuen Saison in die TFF 1. Lig zum Istanbuler Aufsteiger Ümraniyespor und spielte hier eine Spielzeit lang.
Im Anschluss wechselte er 2017 zu Kastamonuspor 1966 in die TFF 2. Lig, für die er in der Saison 2017/18 insgesamt 15 Spiele bestritt und drei Treffer erzielte. Zur Spielzeit 2018/19 schloss er sich Tarsus İdman Yurdu an, wo er in der TFF 2. Lig 24 Mal zum Einsatz kam und vier Tore beisteuern konnte. Nach weiteren Stationen bei unterklassigen Vereinen, unter anderem bei Gaziantep Ankas Spor, setzte Halman seine Laufbahn bis 2023 fort. Seit Juli 2023 ist Halman vereinslos.

## Erfolge
Mit Mersin İdman Yurdu
- Play-off-Sieger der TFF 2. Lig und Aufstieg in die TFF 1. Lig: 2008/09